# Ресавска библиотека Свилајнац
Ресавска библиотека Свилајнац (РБС), основана је 23. августа 1868. године. Налази се на Тргу хероја број 19. у згради која је била породична кућа угледног свилајначког трговца Димитрија Мите Исаковића. Библиотека располаже са око 400 m² корисног простора.
Фонд библиотеке броји око 63000 књига. Библиотека поседује значајну Завичајну збирку, Збирку старе и ретке књиге и бројну Референсну збирку.
Ресавска библиотека је чланица система за узајамну каталогизацију COBISS и има свој елетронски каталог. Крсна слава Ресавске библиотеке су Св. Ћирило и Методије, који се празнују 24. маја, од њеног оснивања.

## Историјат
Ресавска библиотека је основана 23. августа 1868. године у Свилајнцу, као Читаоница Омладине Ресавске. Читаоница је постала значајна културно-образовна установа Свилајнца и околине. У прошлости, Библиотека је пролазила кроз различите периоде. Периоде развоја и тешке периоде узроковане историјским догађајима, ратовима, поплавама, али никад није престајала са радом. Шест пута је била пресељавана. Променила је име 1905. године у Библиотека Омладине Ресавске, а 1931. године добила је свој данашњи назив – Ресавска библиотека. 
Велики број значајних личности Свилајнца, учествовао је у оснивању и раду Библиотеке током свих 150 година постојања.

## Библиотека

### Одељења
- Одељење за одрасле кориснике
- Дечије одељење
- Завичајно одељење
- Одељење општих и помоћних послова